# Luc-Henri Fage
Luc-Henri Fage, né le 2 mars 1957 dans le 16e arrondissement de Paris, est un spéléologue, explorateur et réalisateur français. Il est surtout connu pour ses explorations et découvertes d'art rupestre à Bornéo (Indonésie)

## Parcours
Luc-Henri Fage est le fils de l'artiste peintre Jean-Marie Fage.
Il a étudié le journalisme au Centre universitaire d'enseignement supérieur du journalisme (CUESJ) à Strasbourg en 1975-76. Il est diplômé de l'Institut d'études politiques (IEP, Aix-en-Provence) en 1980. De 1990 à 2000, il a été gérant des éditions Spéléo et rédacteur en chef de Spéléo magazine. Il a cofondé la revue trimestrielle Spéléo.
Il est réalisateur et producteur à Félis Productions, photographe, et graphiste.
Dans le domaine de la spéléologie, Luc-Henri Fage est surtout connu pour ses explorations et découvertes rupestres à Bornéo. Il a également participé à plusieurs expéditions en milieu extrême, notamment en Patagonie et en Papouasie.

## Spéléologie et archéologie

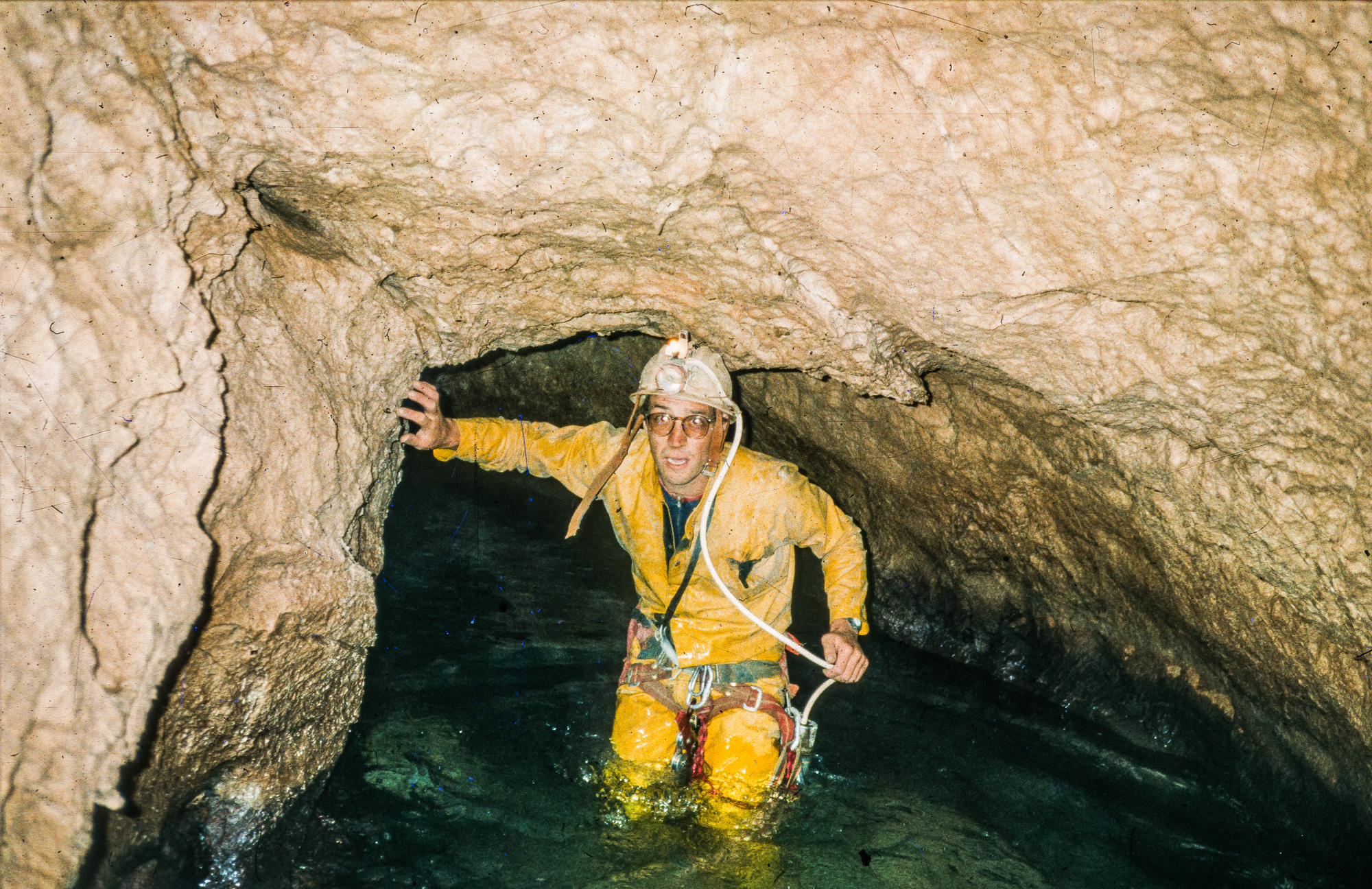
Autoportrait de Luc-Henri Fage dans la rivière Emria, gouffre du Léopard (Anou Ifflis) en Algérie, vers la cote -950 m (août 1983). L'Anou Ifflis est le plus profond gouffre d'Afrique avec 1160 m de profondeur.

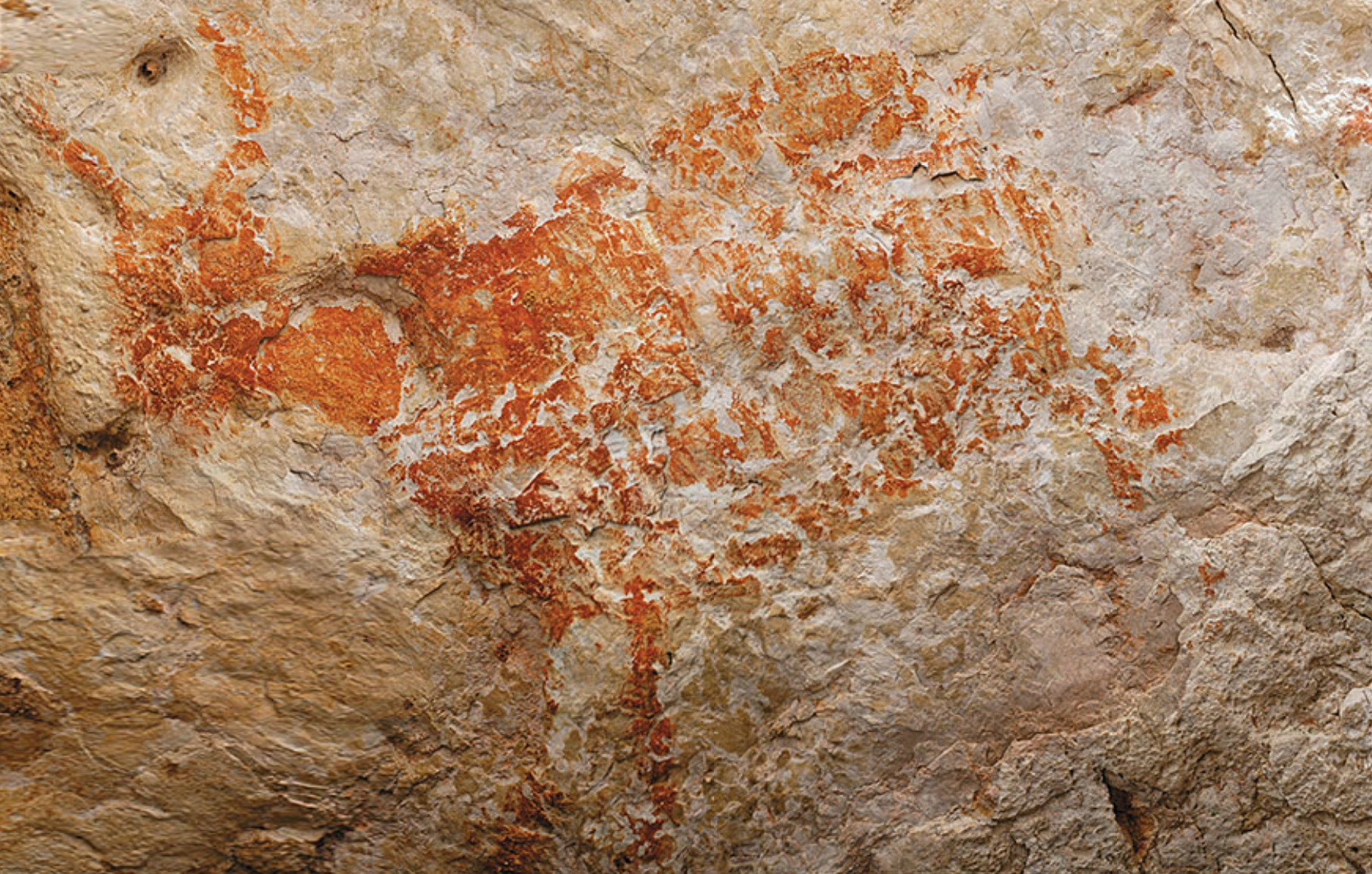
Lobang Jeriji Saleh, une des plus anciennes peintures rupestres au monde, datée de plus de 40 000 ans par l'uranium-thorium, codécouverte par Luc-Henri Fage

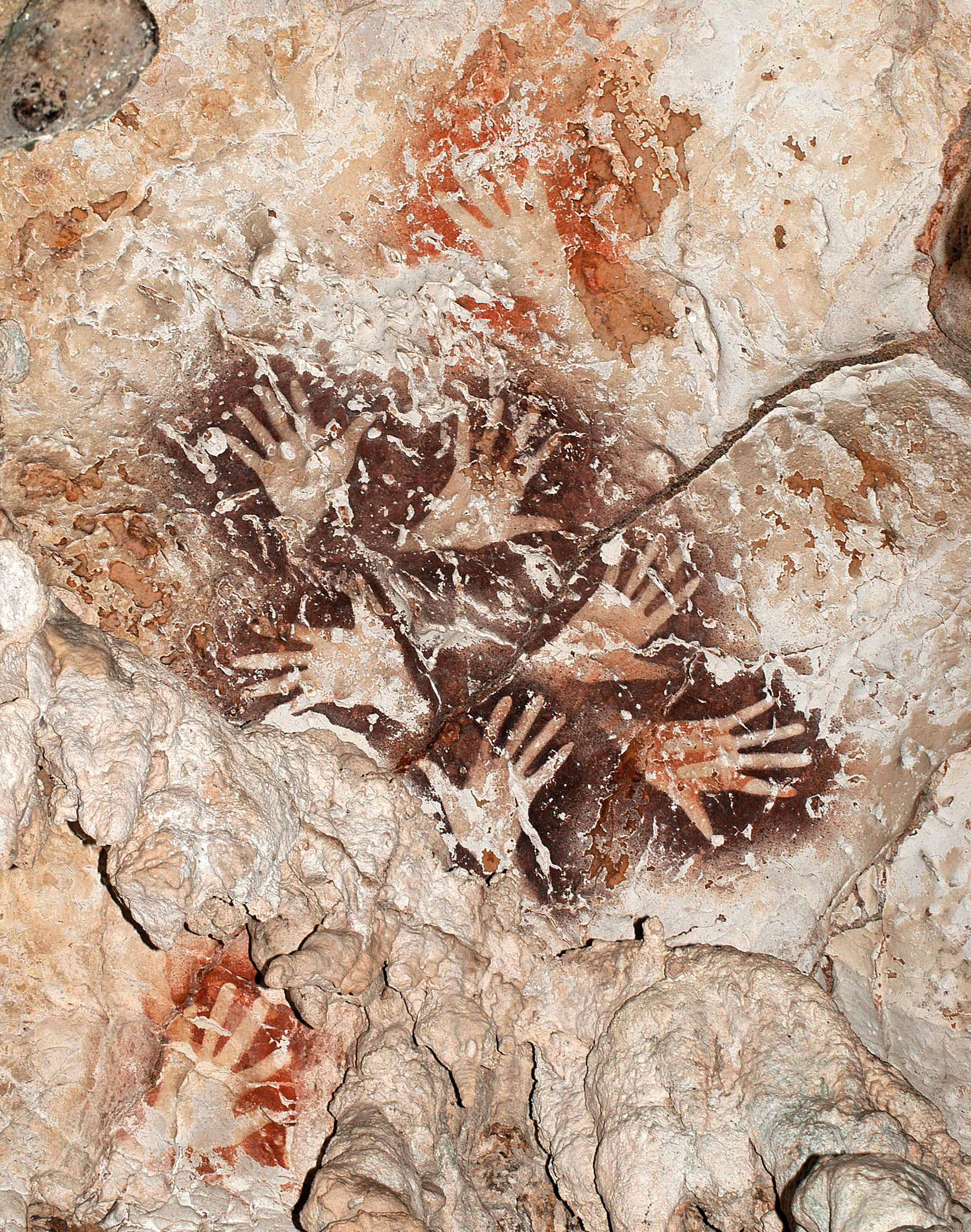
Lobang Jeriji Saleh (aussi appelée Ilas Kenceng), le Bouquet de mains (Kalimantan Timur, Indonésie), photo Luc-Henri Fage

De 1979 à 1984, il est membre du club spéléo Li Darboun. Il réalise des explorations en première, notamment à l'aven Autran (Vaucluse, −640 m), au gouffre Berger et au grotte de Bury.
En 1983 et 1984, il organise de trois expéditions spéléologiques dans l'Anou Ifflis (Algérie, Djurdjura, −975 m, record d'Afrique).
De janvier à mars 1985, il participe à l'expédition spéléologique française en Papouasie-Nouvelle-Guinée et à l'exploration du gouffre géant de Minye (−417 m), du puits géant de Kururu (200 m) et du gouffre le plus profond de Nouvelle-Guinée (Muruk, −640 m).
En 1988, en collaboration avec HIKESPI (fédération indonésienne de spéléologie), il explore la grotte de Gua Barat à Java (Indonésie) et établit le record de profondeur pour l'Indonésie (+230 m).
De juillet à septembre 1992 à Kalimantan, il réalise une reconnaissance spéléologique au cœur des monts Müller. Il fait des observations dans la grotte ornée de Liang Kaung en compagnie de Jean-Michel Chazine.
D’avril à juin 1993, l’expédition spéléologique nationale « Grand Plateau Papou » en Papouasie-Nouvelle-Guinée permet la découverte et l’exploration de l'abîme géant de Daraï.
En décembre 1993, une seconde mission spéléologique à Kalimantan le conduit sur la Haute Mahakam avec Jean-Michel Chazine.
Durant l’été 1994 à Kalimantan, il conduit des repérages spéléo-archéologiques dans la péninsule de Mangkalihat et notamment dans le système de la Sungaï Baï. Il découvre la grotte ornée de Gua Mardua.
De décembre 1994 à mars 1995 en Papouasie-Nouvelle-Guinée, il est membre de l'expédition spéléologique nationale française de la FFS qui permet la première exploration à -1000 m de l'hémisphère sud.
Durant l’été 1995 à Kalimantan, il réalise des repérages spéléo-archéologiques dans la péninsule de Mangkalihat et explore trois nouvelles grottes ornées (Gua Payau, Gua Kambing, Liang Sara).
De septembre à octobre 1996, il conduit un nouveau repérage spéléo-archéologique dans la péninsule de Mangkalihat (Kalimantan).
En janvier 1997, une expédition spéléologique au Chili permet l’exploration des premières cavités du Chili, sur les karst s de marbre de l'archipel de Patagonie.
En septembre 1998 à Kalimantan, des repérages spéléo-archéologiques dans la péninsule de Mangkalihat permettent la découverte de deux grottes ornées, Ilas Kenceng (Lobang Jeriji Saleh) et Gua Masri.
En mai 1999 à Kalimantan, des repérages spéléo-archéologiques dans la péninsule de Mangkalihat conduisent à la découverte de la grotte de Tewet, avec deux cents peintures pariétales.
En janvier et février 2000, il participe à l’expédition « Ultima Patagonia 2000 », en Patagonie chilienne, une expédition nationale de la Fédération française de spéléologie, avec le parrainage de la National Geographic Society et un prix Rolex Awards for Exploration.
En mai et juin 2001 à Kalimantan, de nouveaux repérages dans la péninsule de Mangkalihat permettent la découverte de onze nouvelles grottes ornées, dont Gua Tamrin et Gua Ham.
En septembre 2001 à Sulawesi, il étudie des peintures rupestres dans les grottes des karsts de Maros (Indonésie). Il met éaglement en place des contacts officiels pour la protection des peintures de Kalimantan.
En mai et juin 2002 à Kalimantan, dans la péninsule de Mangkalihat, il découvre cinq nouvelles grottes ornées, dont Gua Jupri.
En mai 2003, il découvre Liang Karim ( Kalimantan), une nouvelle grotte ornée à proximité de Gua Tewet, avec un « arbre à miel » et un animal disparu, entre cochon et tapir.
En septembre et octobre 2003, une grosse expédition pluridisciplinaire à Kalimantan est sponsorisée par la SPB et la National Geographic Society. Il tourne un film pour Arte intitulé Bornéo, la mémoire des grottes. Un reportage est publié en juin 2005 dans  National Geographic Magazine .
De juin à septembre 2004, il tourne le film À travers la Pierre dans le gouffre de la Pierre Saint-Martin (Pyrénées) avec le géographe et spéléologue Richard Maire et l'exploratrice Priscilla Telmon.
En janvier 2006, l’expédition spéléologie Ultima Patagonia 2006 (Chili) permet le tournage d'un film pour Thalassa sur la mine de calcaire de Guarello.
En mai 2006, il réalise une expédition à Bornéo (Indonésie) et participe à un tournage pour la BBC comme intervenant sur les grottes ornées de Bornéo. Il prospecte ensuite en solitaire et découvre une nouvelle grotte ornée, Gua Harto, avec plus de 150 mains négatives et de grandes peintures.
En mai 2014, participe comme spéléologue à une expédition pluridisciplinaire sur le massif calcaire de Matarombeo (Sulawesi, Indonésie) pour réaliser un repérage de surface archéologique.
De mai 2015 à mai 2018, il suit avec ses caméras la nouvelle étude scientifique de la grotte de Bruniquel (gorges de l'Aveyron, Tarn-et-Garonne) : ce site a livré des structures et des traces de feu à 300 m de l’entrée de la grotte. Datées de 176 500 ans, elles sont attribuées aux Néandertaliens.

## Principales expéditions

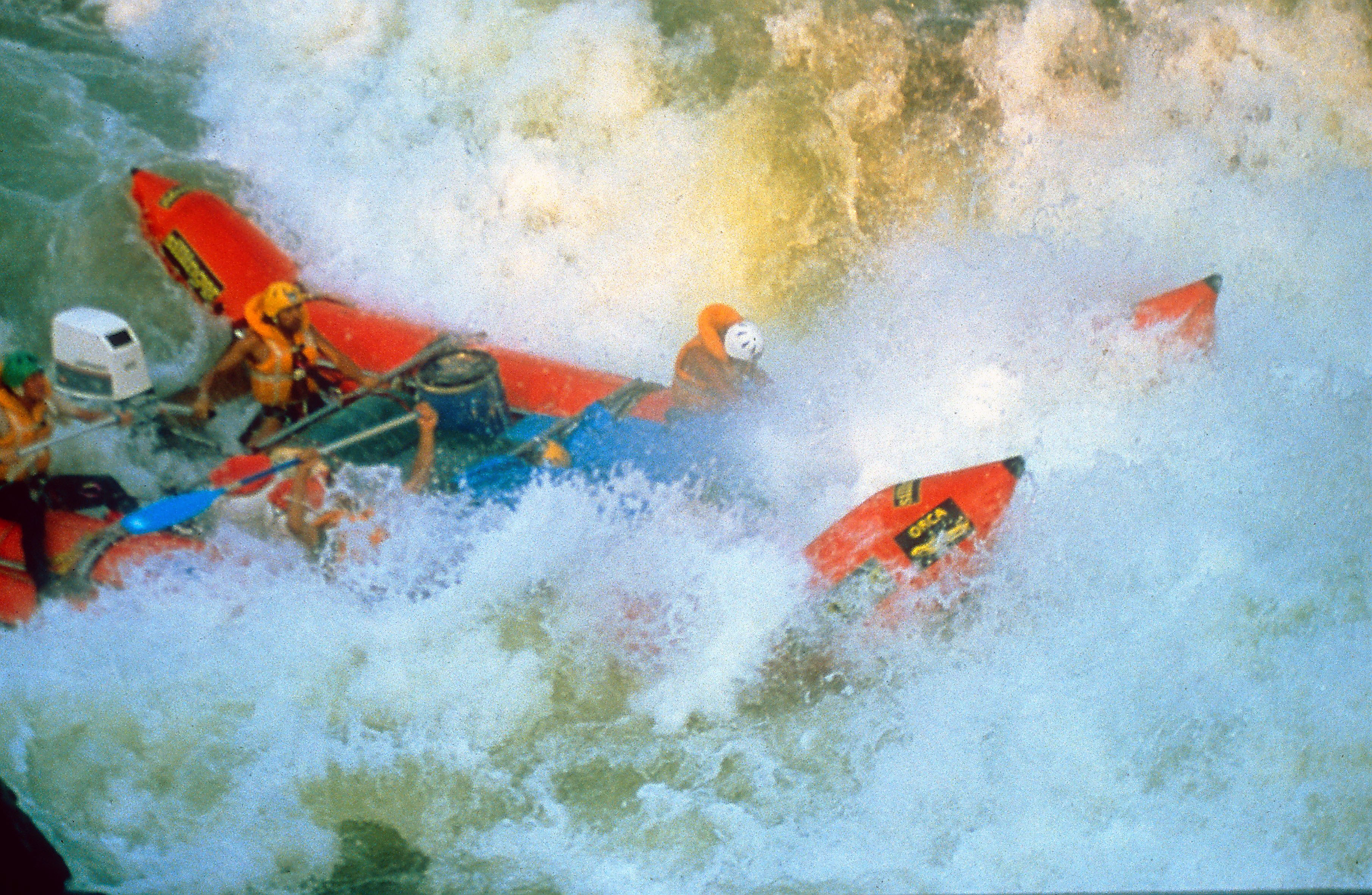
Raft au Zaïre (actuelle RDC, passage d'un seuil important de la Lualaba, affluent du Congo.

De juillet à octobre 1986, il descend en raft le fleuve Congo (ex Zaïre), de la source jusqu'aux rapides d'Inga où disparaissait Philippe de Dieuleveult en 1985.
En novembre et décembre 1987, il réalise un reportage photo et vidéo sur la route de la Soie, dans le désert du Taklamakan (Chine).
De juin à août 1988, il réalise une traversée intégrale de Kalimantan d'ouest en est, en pirogue et à pied (Bornéo, Indonésie). De juillet à septembre 1990, il reconnaît les amonts de la Kayan (Kalimantan). 
De Décembre 1990 à mars 1991, en Irian Jaya, il réalise une traversée du sud au nord de la Nouvelle-Guinée indonésienne, 30 ans après la première expédition de Pierre-Dominique Gaisseau, avec A. Sevault. Le film et le livre La mémoire des brumes en rendent compte.
En janvier 1992, il se rend en reconnaissance au Burkina Faso pour un reportage sur les forgerons traditionnels d'Afrique de l'Ouest.
En juin 1997 au Canada, il réalise un reportage sur le grimpeur français Lionel Daudet, dans la chaîne côtière de Vancouver et les Bugaboos.
En décembre 2002, il visite des sites d'art rupestre au Maroc.
En mai 2005, il se rend au Gabon pour préparer un film sur l'explorateur français Paul du Chaillu (XIXe), découvreur de l'intérieur du Gabon. Le tournage a lieu au cours de l’été 2005 (CNRS Image, IRD audiovisuel).
En janvier et février 2008, au cours de l’expédition Ultima Patagonia 2008 sur l’île Madre de Dios, il poursuit la tournage du film Le Mystère de la Baleine pour Thalassa et Planète Thalassa.
De janvier à mars 2014, il mène l’expédition Centre Terre sur l'île Diego de Almagro, Patagonie chilienne, et réalise le film "L'île aux glaciers de marbre" (TF1, Ushuaïa).

## Films documentaires
Il a réalisé plusieurs films documentaires en long métrage :
- Tracer la Lumière, Jean-Marie Fage, portrait de son père (2021), Félis Production, Centre d'Art Campredon.
- Néandertal, le mystère de la grotte de Bruniquel (2019), Arte
- L'île aux Glaciers de Marbre (2015), TF1, Ushuaïa TV
- Tewet, le Dayak aux mille grottes (2013), France 3, Planete Thalassa
- Tous à cheval (2011)
- Le Mystère de la Baleine (2009), Thalassa, Planete Thalassa
- Sur les traces de Paul Du Chaillu, (2007)
- À travers la Pierre, (2005), France 3
- Bornéo, la Mémoire des Grottes, (2004) Arte
- Un autre monde, (2002)
- L'expédition Ultima Patagonia, (2001) France 2, France 5
- A la découverte des grottes ornées de Bornéo, (1996) France 3
- Mille mètres sous la jungle, (1995) France 3
- Le gouffre perdu de Papouasie, (1993) TF1
- La Mémoire des brumes, (1992) Canal Plus
- Turkestan Chinois, (1988)
- La Traversée impossible, (1988) TF1
- Inga, le défi du Zaïre, (1987)
- Minyé, la fin du mythe, (1985) France 3, Radio Canada

## Livres
Il a réalisé, seul ou en collaboration, plusieurs ouvrages d'exploration
- Bornéo, la Mémoire des Grottes, Fage éditions (2009), texte, photos et relevés de l'art rupestre de Bornéo, avec Jean-Michel Chazine [2]
- Le Continent Invisible, Glénat (2006) iconographe, auteur Georges Marbach
- Austère Australe, A l'aventure (2005) photos Luc-Henri Fage, textes Georges Marbach
- La Mémoire des Brumes, Albin-Michel (1992) coécriture avec Arnoult Seveau
- La Traversée impossible, Albin-Michel Guilde du Raid (1989) texte inséré dans un ouvrage collectif.
- Spéléo sportive dans les Monts du Vaucluse, Édisud, (1981).

Il a rédigé également de nombreux articles dans divers revues et magazines, dont la revue Spéléo qu'il a créée en 1990, ou le bulletin trimestriel Spelunca de la Fédération française de spéléologie.

## Distinctions
- Lauréat du Prix Liotard, décerné par la Société des Explorateurs Français, pour les découvertes d'art rupestre à Bornéo.
- Lauréat des Rolex Awards for Enterprise en 2000[3].

## Sources et références
1. ↑  « Le livre présenté dans le site du Kalimanthrope »
2. ↑  « Une communication par l'art dans des temps reculés », sur rolex.org (consulté le 23 septembre 2023)